# Luzin N tulajdonság
Egy f, az [a, b] intervallumon értelmezett függvényről azt mondjuk, hogy rendelkezik a Luzin N tulajdonsággal (vagy Luzin-féle; N tulajdonságú), amennyiben bármely a Lebesgue-mérték szerint nullmértékű {\displaystyle N\subset [a,b]} halmaz esetén annak f szerinti képe is nullmértékű, azaz: {\displaystyle \lambda (N)=0\Rightarrow \lambda (f(N))=0}, ahol {\displaystyle \lambda } a Lebesgue-mérték.
A Luzin-tulajdonság Nyikolaj Luzinról, az orosz matematikusról kapta a nevét.

## Tulajdonságok
Minden abszolút folytonos függvény rendelkezik a Luzin-tulajdonsággal. Viszont a Cantor-függvény nem: a Cantor-halmaz mértéke 0, de képe a teljes [0, 1] intervallum, melynek mértéke 1.
Az is teljesül, hogy amennyiben egy függvény Luzin N tulajdonságú, folytonos és korlátos változású, akkor abszolút folytonos.

## Külső hivatkozások
- Springer online (angol)